# Kanton Montmirail (Marne)
Montmirail is een voormalig kanton van het Franse departement Marne. Het kanton maakte deel uit van het arrondissement Épernay totdat het op 22 maart 2015 werd opgeheven en de gemeenten werden opgenomen in het op die dag gevormde kanton Sézanne-Brie et Champagne.

## Gemeenten
Het kanton Montmirail omvatte de volgende gemeenten:
- Bergères-sous-Montmirail
- Boissy-le-Repos
- Charleville
- Corfélix
- Corrobert
- Fromentières
- Le Gault-Soigny
- Janvilliers
- Mécringes
- Montmirail (hoofdplaats)
- Morsains
- Rieux
- Soizy-aux-Bois
- Le Thoult-Trosnay
- Tréfols
- Vauchamps
- Verdon
- Le Vézier
- La Villeneuve-lès-Charleville